# Trawniak galeriowy
Trawniak galeriowy (Akodon montensis) – gatunek ssaka z podrodziny bawełniaków (Sigmodontinae) w obrębie rodziny chomikowatych (Cricetidae).

## Zasięg występowania
Trawniak galeriowy występuje w południowo-wschodniej i południowej Brazylii, środkowym i wschodnim Paragwaju oraz północno-wschodniej Argentynie.

## Taksonomia
Gatunek po raz pierwszy zgodnie z zasadami nazewnictwa binominalnego opisał w 1913 roku brytyjski zoolog Oldfield Thomas nadając mu nazwę Akodon arviculoides montensis. Holotyp pochodził z Sapucaí, w departamencie Paraguarí, w Paragwaju.
Dane molekularne A. montensis silnie sugerują potrzebę klasyfikacji trinominalnego. Autorzy Illustrated Checklist of the Mammals of the World uznają ten takson za gatunek monotypowy.

### Etymologia
- Akodon: gr. ακη akē „punkt”; οδους odous, οδοντος odontos „ząb”[7].
- montensis: łac. montensis „górski, z gór”, od mons, montis „góra”[8].

## Morfologia
Długość ciała (bez ogona) 103 i 110 mm, długość ogona 84 i 90 mm, długość ucha 17 i 18 mm, długość tylnej stopy 25 i 26 mm; masa ciała 23 i 29 g (średnie wartości odpowiednio dla samic i samców, odłowionych w prowincji Misiones w Argentynie). Samce są przeciętnie większe i cięższe niż samice. 

## Ekologia
Istnieje ponad 60 gatunków należących do rodziny Akodon. Gryzonie te są aktywne zarówno w dzień, jak i w nocy, choć na powierzchni ziemi pojawiają się głównie w nocy. Żywią się najróżniejszym pokarmem pochodzenia roślinnego.
Zwykle występują 2 mioty rocznie, w listopadzie i w marcu, a w każdym miocie rodzi się do 7 młodych. Dla ciężarnych i karmiących samic przeznaczone są w norze oddzielne komory gniazdowe.